# كبريتيد التيتانيوم الرباعي
كبريتيد التيتانيوم الرباعي (أو ثنائي كبريتيد التيتانيوم) هو مركب كيميائي لاعضوي صيغته TiS2؛ ويوجد على شكل صلب أصفر. يتميز المركب بأنه موصل كهربائي جيد.

## التحضير
يحضر المركب من تفاعل رباعي كلوريد التيتانيوم مع كبريتيد الهيدروجين:
{\displaystyle \mathrm {TiCl_{4}+2\ H_{2}S\longrightarrow TiS_{2}+4\ HCl} }
كما يمكن أن يجرى التحضير من التفاعل المباشر للعناصر المكونة للمركب، التيتانيوم والكبريت:
{\displaystyle \mathrm {Ti+2\ S\longrightarrow TiS_{2}} }

## الخواص
يوجد المركب في الشروط القياسية على شكل صلب بلوري أصفر، وهو غير منحل في الماء. يتبنى المركب بنية بوليميرية على هيئة طبقات متراصة، بشكل شبيه ببنية يوديد الكادميوم. يبلغ طول الرابطة Ti-S مقدار 2.423 أنغستروم.

## الاستخدامات

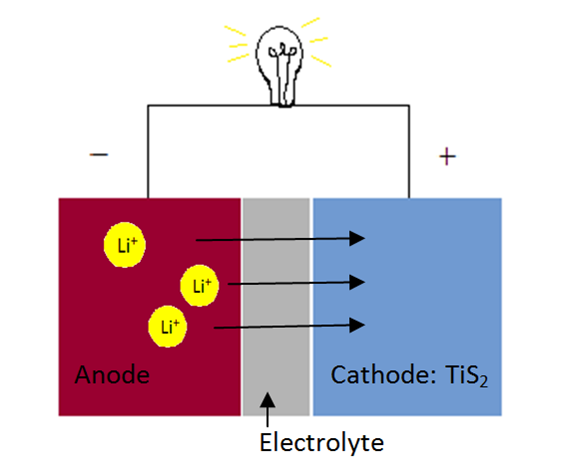
يتم عرض بطارية تستخدم ثاني كبريتيد التيتانيوم ككاثود. إقحام أيونات الليثيوم وإلغاء إقحام كاثود ثاني كبريتيد التيتانيوم ذي الطبقات أثناء شحن البطارية وتفريغها.

يمكن لأيونات الفلزات ذات الكهرجابية المرتفعة، مثل الليثيوم، أن تقتحم طبقات ثنائي كبريتيد التيتانيوم، وأن تشكل معقدات أيونية على النمط LiTiS2، وهذا المبدأ يجد له استخدام في مجال البطاريات الكهربائية القابلة للشحن.